# Uncinocythere ambophora
Uncinocythere ambophora är en kräftdjursart som först beskrevs av Walton och Hobbs 1959.  Uncinocythere ambophora ingår i släktet Uncinocythere och familjen Entocytheridae. Inga underarter finns listade i Catalogue of Life.